# Baitullah Mehsud
Baitullah Mehsud (Pasjtoe/Urdu: بیت اللہ محسود) (Landidog (Khyber-Pakhtunkhwa), rond 1974 - Zuid-Waziristan, 5 augustus 2009) was een van de meest gezochte al Qa'ida-leiders en een belangrijke commandant van de Taliban in Waziristan, een deel van Pakistan.
De Waziri vormen een stam in het Pakistaans-Afghaanse grensgebied. De Meshud vormen een van de sub-stammen in het gebied van de Waziri. 
Baitullah Mehsud werd beschouwd als een luitenant van de leider van de stam, zijn broer Abdullah Mehsud.
Op 28 december 2007 maakte de Pakistaanse overheid bekend dat zij Mehsud als de mogelijke dader zien voor de moord op ex-premier Benazir Bhutto.
Pakistaanse veiligheidsambtenaren maakten in augustus bekend dat Mehsud op 5 augustus 2009 omkwam bij een Amerikaanse aanval met een Drone. De Taliban bleef echter lang onduidelijk over de vraag of Mehsud wel of niet was omgekomen.